# Anthotethya
Anthotethya is een geslacht van sponsdieren uit de klasse van de Demospongiae (gewone sponzen).

## Soort
- Anthotethya fromontae Sarà & Sarà, 2002